# Paddy Duffy
Pour les articles homonymes, voir Patrick Duffy et Duffy.
Paddy Duffy est un boxeur américain né le 12 novembre 1864 à Boston, Massachusetts, et mort le 10 juillet 1890.

## Carrière
Il devient le premier champion du monde des poids welters le 29 mars 1889 en battant par disqualification au 45e round l'australien Tom Meadows. Duffy n'aura pas l'occasion de remettre sa ceinture en jeu car il meurt des suites de la tuberculose l'année suivante.

## Distinction
- Paddy Duffy est membre de l'International Boxing Hall of Fame depuis 2008[3].